# Instrumento de percussão
Groupe Tribal Percussions em Annecy 
(França, 14 de julho de 2015) tocando 
percussão brasileira: a batucada.
Na música, instrumento de percussão é um objeto construído para produzir som através de: agitação, raspagem, ou impacto com o auxílio de baquetas ou das mãos. Uma família de instrumentos musicais percutidos normalmente utilizados com a função rítmica, que são classificados em membranofone, idiofone, cordofone e, aerofone. São objetos de estudos da organologia – ciência que estuda os instrumentos musicais.
A forma de classificação desta categoria de instrumentos, é a menos precisa, devido a maior parte possuir altura indeterminada (não podem ser precisamente afinados). Onde os instrumentos são utilizados primordialmente com função rítmica, como é o caso da maioria dos tambores, o triângulo e os pratos. Os instrumentos de percussão de altura definida, como os xilofones podem ser utilizados com função melódica e harmônica.
Embora haja uma variedade de instrumentos fabricados especificamente com finalidade percussiva, qualquer batuque feito com objetos comuns pode ser considerado tal. Sendo assim, é possível fazer o ritmo em uma música utilizando tampas de panela, potes de alimento, mesas, cadeiras, caixas, talheres, pratos, copos entre outros.

## História

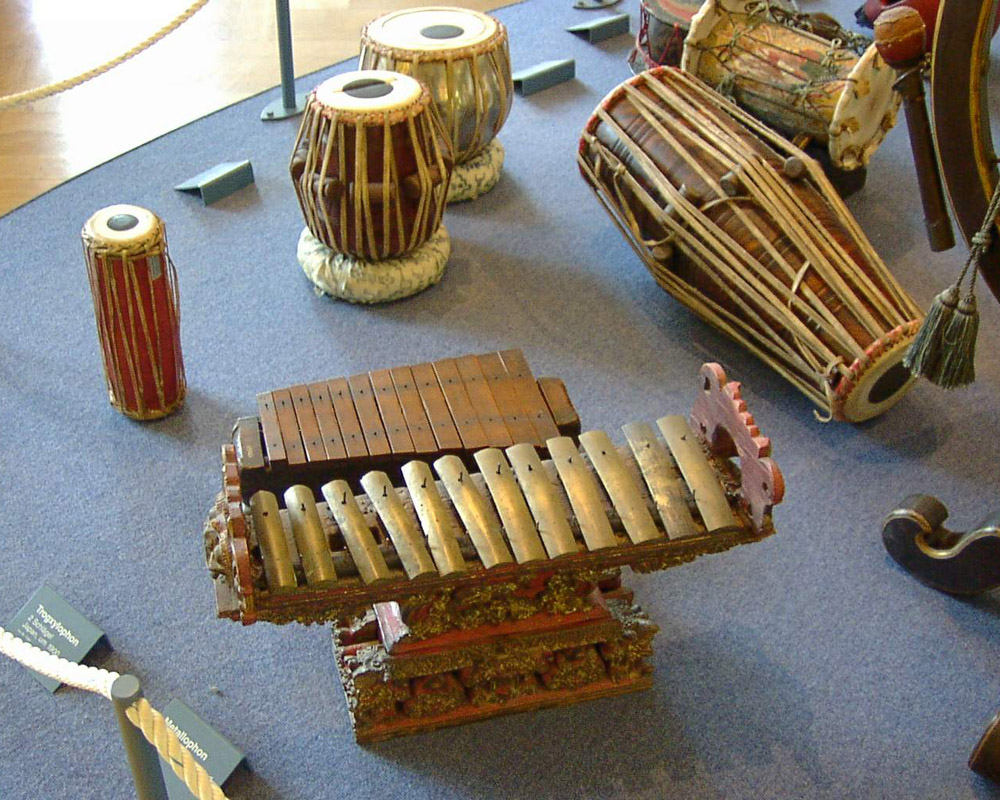
Alguns instrumentos de fabricação artesanal

Os instrumentos de percussão são os mais antigos que existem. Desde a pré-história os humanos fazem música com os instrumentos musicais. Tudo podia ser fonte de som: ossos, pedaços de madeiras, pedras pois podiam ser percutidos.
Em muitos sítios arqueológicos foram encontradas representações de pessoas dançando em torno de um tambor. Muitos objetos musicais também foram encontrados como toras de árvore fossilizadas, possivelmente usadas como tambores primitivos, e diversas versões de litofones, rochas de diversos tamanhos que eram dispostas sobre um tronco ou buraco no chão, usadas para produzir música melódica por percussão.

## O som percussivo
Pela forma de produção de som, a maioria dos instrumentos de percussão possuem um som de curta sustentação (curta duração), que para de soar ou vibrar rapidamente após o estímulo inicial através de um ataque rápido (percutir o instrumento); O som vai quase que imediatamente do silêncio à sua intensidade máxima e sofre um decaimento também curto. Algumas percussões emitem sons de longa duração, como: gongo, sino, piano e os aerofones.

## Classificação
Embora coletivamente chamados de instrumentos de percussão, essa categoria pode ser subdividida por diversos critérios. As formas mais comuns de classificação dividem os instrumentos de percussão por definição do som (se produzem notas afinadas ou não), por método de execução (percussão, agitação ou raspagem), por elemento produtor de som (idiofones, membranofones e cordas percutidas). Uma vez que nenhuma dessas formas é completa, em geral elas são combinadas. Assim podemos dizer que um xilofone é um idiofone percutido de altura definida e que um Taiko é um membranofone percutido de altura indefinida.
Abaixo, os métodos de classificação estão descritos em mais detalhes.

### Por definição do som
Os instrumentos de percussão podem ser classificados de acordo com a possibilidade de produzirem sons de altura definida ou indefinida

#### Altura indefinida
Grande parte dos instrumentos de percussão são caracterizados pela ausência de escala, ou seja, produzem apenas um único som ou uma gama de sons muito reduzida. São utilizados precisamente pelo timbre e características sonoras que apresentam e geralmente possuem função puramente rítmica. Esses instrumentos produzem notas cuja altura não pode ser perfeitamente determinada, seja porque seus sons têm duração muito curta, seja por possuírem uma grande quantidade de parciais não harmónicos, ou ainda porque produzem variações aleatórias de altura ao longo de sua duração. Isso faz com que acompanhem bem, sem interferir na harmonia (sem que seus sons sejam percebidos como desafinados), canções compostas em qualquer tonalidade. São talvez a forma de instrumentos musicais mais antiga, dado que qualquer objeto consegue produzir sons simples: quer a bater, raspar, etc.
Entre eles podemos citar o agogô, afoxé, castanhola, chimbal, triângulo, blocos sonoros e muitos tipos de tambor.

#### Altura definida
Instrumentos de percussão cuja vibração produz sons que obedecem à série harmônica (música) e permitem a perfeita afinação de suas notas. Muitos possuem diversos componentes, cada um afinado em uma altura diferente, como os carrilhões, xilofones ou timbales. Outros permitem a variação de afinação durante a execução como o tímpano ou, ainda que de forma limitada, alguns tipos de tom-tom e o berimbau. Estes instrumentos podem exercer papel melódico ou harmônico em uma canção. tecnicamente, qualquer instrumento de cordas pode ser executado por percussão e nesse caso estaria enquadrado nessa categoria (como o piano ou um violão com cordas percutidas).

### Por forma de execução

#### Directamente percutidos
Instrumentos executados por impacto com o elemento produtor de som, quer seja uma pele, corda ou o próprio corpo do instrumento. Este é o meio mais comum de execução. A percussão pode ser executada com baquetas (como na bateria, gongos ou vibrafones) martelos (como alguns carrilhões), as mãos (como o bongô) ou o próprio corpo do instrumento (como as claves). Um teclado pode ser utilizado para provocar o impacto dos martelos, como na celesta ou no carrilhão.

#### Indirectamente percutidos — Agitação
Instrumentos cuja execução depende da agitação, com as mãos ou outro meio, de todo o instrumento, como o caxixi, ganzá, maracas e chocalhos.

#### Indirectamente percutidos — Fricção
Instrumentos em que a produção do som depende da fricção. Esta fricção pode ser realizada com baquetas (como no reco-reco e no guiro), ou com uma rede de contas, como o xequerê e o afoxé.

### Por elemento produtor de som
De acordo com o sistema Hornbostel-Sachs, os instrumentos são classificados de acordo com o elemento que vibra para produzir o som; sendo divididos em: idiofones, membranofones, cordofones e, aerofones.

#### Idiofones
No idiofone é o próprio corpo do instrumento que vibra para produzir o som, sem a necessidade de nenhuma tensão. Esta categoria compreende a maior parte dos instrumentos executados por raspagem (como o reco e o guiro), por agitação (como o chocalho, caxixi, ganzá, triangulo. carcaba), assim como muitos instrumentos diretamente percutidos de altura definida, como: xilofone, metalofone, carrilhão e o glockenspiel; e os diretamente percutidos com altura indefinida, como: bloco sonoro, clave e, prato.

#### Membranofones
Membranofones são instrumentos em que uma membrana tensionada (pele) presa em um suporte vibra para produzir o som. Em geral, são membranas percutidas, que compreendem todos os tipos de tambores ou então membranas que vibram por atrito, como a sarronca. Podem ser de altura indefinida (como o atabaque, surdo, tamborim, pandeiro, darabukka, dogdog) ou definida (como os tímpanos).
Nem todos os membranofones são instrumentos de percussão. Alguns vibram por simpatia a outra fonte sonora e podem não ser enquadrados nesta categoria (como a cuíca, o kazoo, a pele do banjo ou o gopichand).

#### Cordofones
Os cordofones são instrumentos em que uma ou mais cordas tensionadas são percutida para produzir o som. Em geral, são instrumentos de altura definida, como o piano, clavicórdio, saltério e, alguns tipos de cítaras. As cordas são percutidas com baquetas ou martelos, com ou sem o auxílio de teclados. Todos os instrumentos de cordas podem ser executados por percussão, mas geralmente só são incluídos nessa categoria aqueles em que esta seja a forma principal de execução, como o violão e a harpa.

#### Aerofones
Os aerofones são aqueles onde os sons são produzidos por meio da vibração de uma corrente de ar dentro de um tubo; onde o sopro do executante faz vibrar esta coluna de ar, gerando o som; como a flauta, oboé, clarineta, trombone, trompete.

## Instrumentos simples e compostos
Embora a maior parte dos instrumentos de percussão seja muito simples, alguns sendo compostos apenas de pequenos pedaços de madeira (como as claves), muitos instrumentos são compostos por diversas partes ou por diversos instrumentos com alturas ou registros diferentes. Um exemplo são os xilofones(usados muito na música erudita), que possuem diversas teclas, cada qual afinada em uma altura. Outro exemplo são os bongôs, congas ou tom-tons, que são sempre montados em grupos com registros diferentes.
Um caso especial é a bateria, composta de diversas partes com tipos, tamanhos e funções diferentes.

## O percussionista

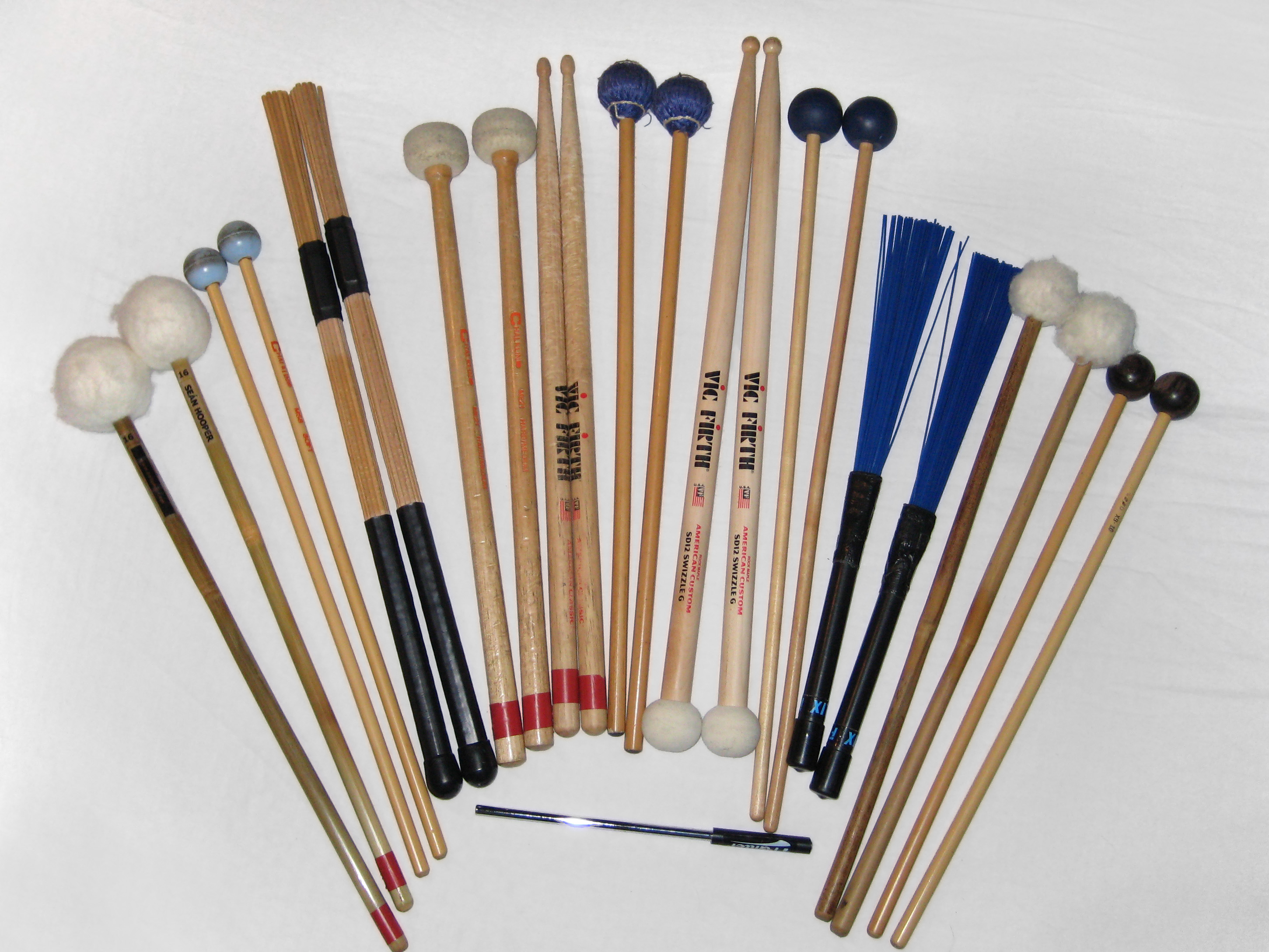
Diversas baquetas

Um percussionista é um músico que toca instrumentos de percussão. Normalmente este termo é usado para designar instrumentistas que executam tambores latinos ou africanos e diversos outros instrumentos como o agogô, o berimbau ou o carrilhão, seja em um conjunto de música popular ou em uma orquestra sinfônica.
O músico que toca a bateria, embora também seja tecnicamente um percussionista, é chamado normalmente de baterista. Essa separação se deve principalmente à formação normal de grupos de música popular, em que existe um músico encarregado da bateria e outro que toca todos os demais instrumentos de percussão.
Em alguns casos, os percussionistas podem ser chamados por outros nomes. Como os instrumentos de percussão são eminentemente rítmicos, em alguns conjuntos,como nas escolas de samba, podem ser chamados de ritmistas. Determinados instrumentos de percussão são tão importantes ou de execução tão específica, que seus executantes são chamados de forma diferenciada, como o timpanista que toca o tímpano (instrumento), o carrilhonista que toca o carrilhão e a celesta, ou o xilofonista que toca o xilofone, marimba, metalofone ou vibrafone.
Dentre harmonia, melodia e ritmo, é esse último o que mais está atrelado aos instrumentos de percussão, sendo que muitas vezes os instrumentos rítmicos em uma música multi-instrumental são os de percussão. O percussionista é fundamental na maior parte dos conjuntos musicais populares para manter o tempo da música constante, dando aos demais músicos uma base rítmica sobre a qual tocar. A percussão também é fundamental para definir o caráter ou personalidade da música, através de efeitos sonoros e intervenções esporádicas de instrumentos como chocalhos, carrilhões, chicotes, entre outros. Na maior parte dos casos, os percussionistas também são responsáveis por tocar apitos, buzinas e outros instrumentos de sopro de altura indefinida.
Muitas sociedades possuem músicas inteiramente executadas por instrumentos de percussão, particularmente tambores, que estão entre os instrumentos mais antigos do mundo. Muitos percussionistas ficaram famosos na execução de seus instrumentos e alguns deles adquiriram renome suficiente para serem líderes de seus próprios conjuntos.